# ورم لنفاوی کارآموزان
ورم لنفاوی کارآموزان، یک نشانه بالینی واضح است که با ورم لنفاوی وخیم در هر دو مُچ پا و ساق پا تشخیص داده می‌شود، و معمولاً پس از ایستادن‌های طولانی مدت (ایستادن بدون حرکت) ایجاد می‌گردد؛ مانند ایستادن طولانی و بی‌حرکت سربازان یا حتی در میان کارگران کارآموز که مجبور به ایستادن‌های طولانی هستند نیز دیده می‌شود.
ورم لنفاوی کارآموزان، در بزرگسالان جوان سالمی که تحت آموزش استخدام نظامی یا افراد کارآموزی که در معرض ایستادن طولانی مدت قرار می‌گیرند، ظاهر می‌شود این وضعیت معمولاً در چند روز اول شروع تمرین یا کار سخت ایجاد می‌شود.

## علائم و نشانه‌ها
بیماران با شروع وخیم و حاد تورم، درد، اریتم، حساسیت شدید، گرمی و دامنه حرکتی محدود در هر دو مچ پا مواجه می‌شوند. البته در صورت بی‌توجهی ممکن است تمام پا درگیر و متورم شود، اما قسمت‌های انتهایی پا و انگشتان پا معمولاً در امان هستند. بیماران همچنین ممکن است تب شدید، ادم حفره ای و افت فشار خون را نیز تجربه کنند. نشانه‌های بالینی معمولاً شبیه سلولیت است، اما درگیری دو طرفه (در هر دو پا) یک ویژگی متمایزکننده است.

## تشخیص
افزایش قابل توجه نشانگرهای التهابی، مانند گلبول‌های سفید، سرعت رسوب گلبول های قرمز و پروتئین واکنشی سی در بیماران ورم لنفاوی کارآموزان دیده می‌شود. روش‌های تصویربرداری، مانند ام‌آرآی، ورم وسیع بافت نرم، به‌ویژه در اطراف برآمدگی‌های قوزک داخلی و جانبی را نشان می‌دهد.

## علت
علت اصلی آن هنوز به خوبی درک نشده‌است. اما واسکولیت لکوسیتوکلاستیک به عنوان علت زمینه‌ای که منجر به ورم لنفاوی واکنشی شناخته می‌شود، فرض بر این است که ایستادن طولانی‌مدت با کشش کامل زانو و حداقل حرکت برای مدت طولانی باعث نارسایی موقت در پمپاژ سیستم‌های وریدی و لنفاوی در ناحیه ساق پا می‌شود که منجر به احتقان وریدی حاد و رسوب کمپلکس‌های ایمنی می‌شود؛ بنابراین باعث به واسکولیت التهابی پوستی عمیق می‌گردد.

## درمان
استراحت کردن و بالا بردن پاها اصلی‌ترین درمان است که باعث تسکین سریع می‌شود (البته لازم به ذکر بعد از فروکش کردن ورم اگر بیمار همچنان به ایستادن‌های طولانی مدت ادامه دهد این ورم لنفاوی بازخواهد گشت) جوراب‌های فشاری نیز برای کاهش ورم و تسریع بهبودی پیشنهاد شده‌اند، اما هیچ مطالعه بالینی برای اثبات اثربخشی آن‌ها در ورم لنفاوی کارآموزان وجود ندارد.

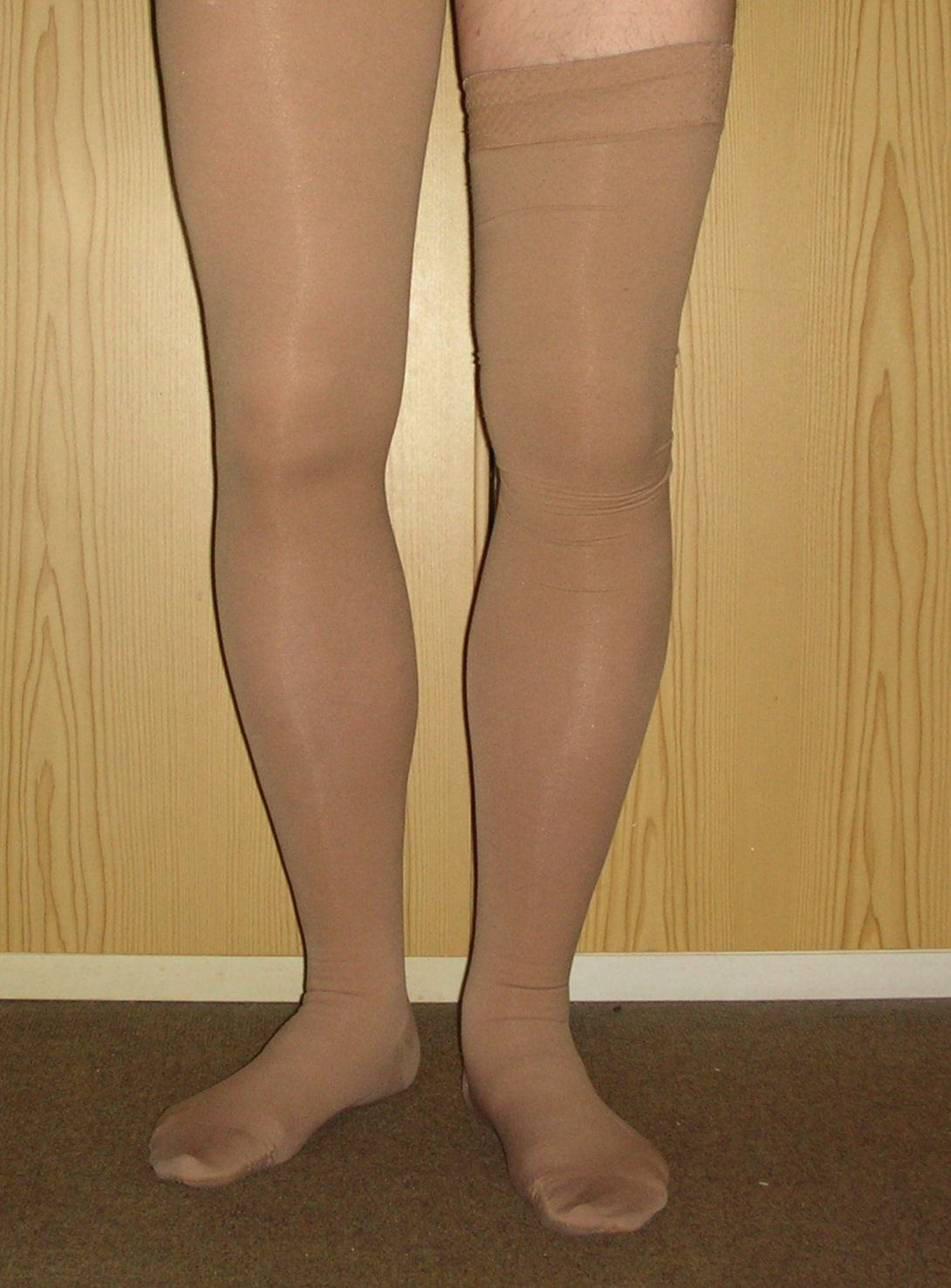
جوراب فشاری، در افراد مبتلا به بیماری عروق انسدادی محیطی پیشرفته یا افرادی که نارسایی قلبی دارند حتماً قبل از استفاده از این نوع جوراب با پزشک متخصص مشورت کنند.

## نخستین مورد توصیف شده
اولین موارد توصیف شده در میان کارآموزان پایه نیروی هوایی ایالات متحده آمریکا در اوت ۲۰۱۱ در پایگاه نیروی هوایی لاکلند، تگزاس توصیف و ثبت شده‌است.